# Grande Nuvem de Magalhães

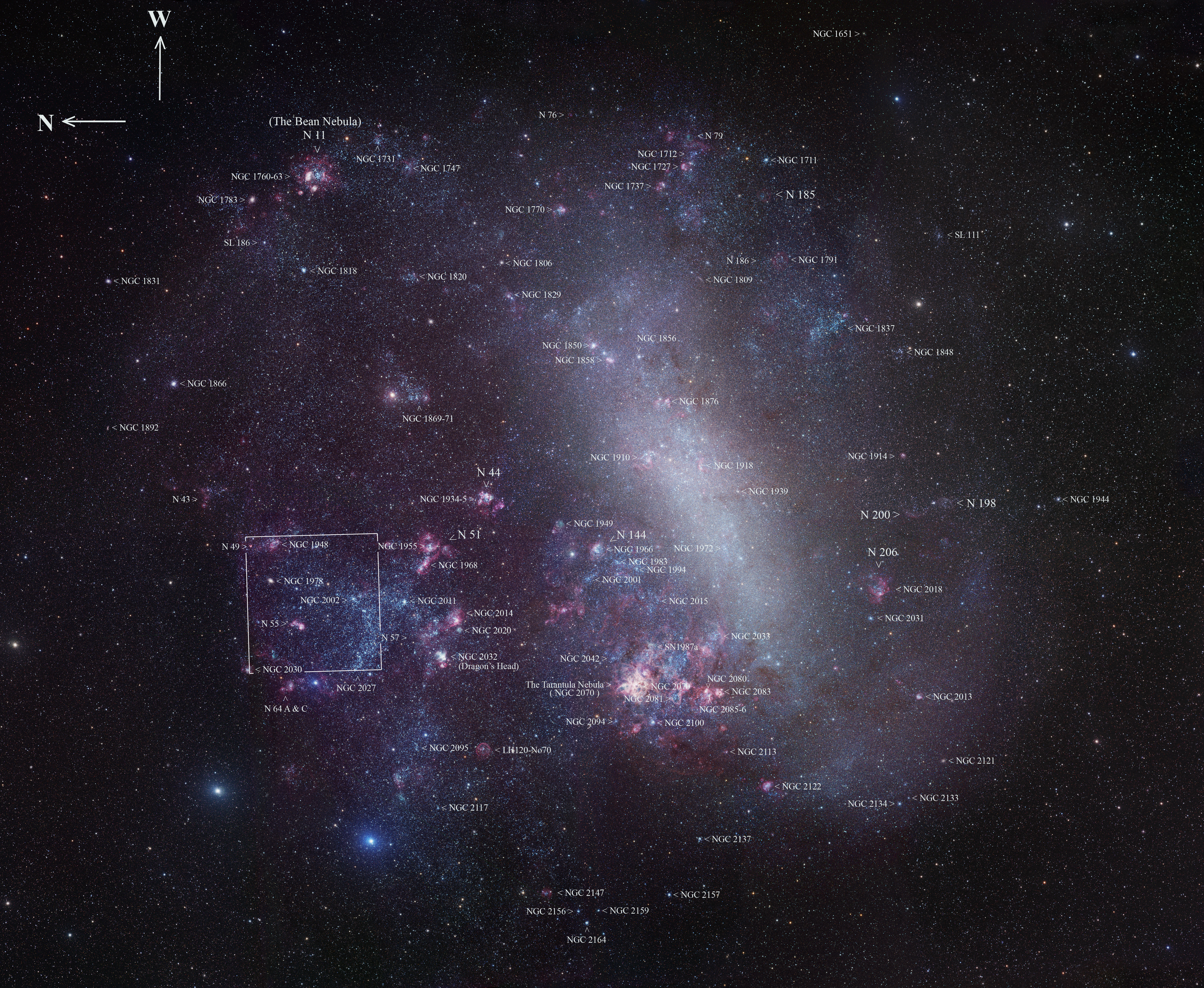
A imagem mostra toda a Grande Nuvem de Magalhães, com alguns dos objetos mais brilhantes marcados. O campo da nova imagem do telescópio MPG/ESO de 2,2 metros está indicado com um contorno. O campo de visão tem cerca de dez graus de diâmetro.

Grande Nuvem de Magalhães (comumente abreviada como LMC, do inglês Large Magellanic Cloud) é uma galáxia anã satélite que orbita a Via Láctea. O seu diâmetro é vinte vezes menor do que o da Via Láctea e o seu número de estrelas dez vezes menor. Embora parte de sua morfologia seja irregular, a Grande Nuvem de Magalhães tem traços de uma estrutura espiralada. Ela contém moléculas orgânicas complexas, como metanol, éter dimetílico e metanoato de metila.
Alguns especulam que a Grande Nuvem de Magalhães já foi uma galáxia espiral barrada que rompeu da Via Láctea para tornar-se uma galáxia irregular. A Grande Nuvem de Magalhães é o quarto maior membro do Grupo Local, precedida da Andrômeda, a Via Láctea, e a galáxia do Triângulo.

## Características

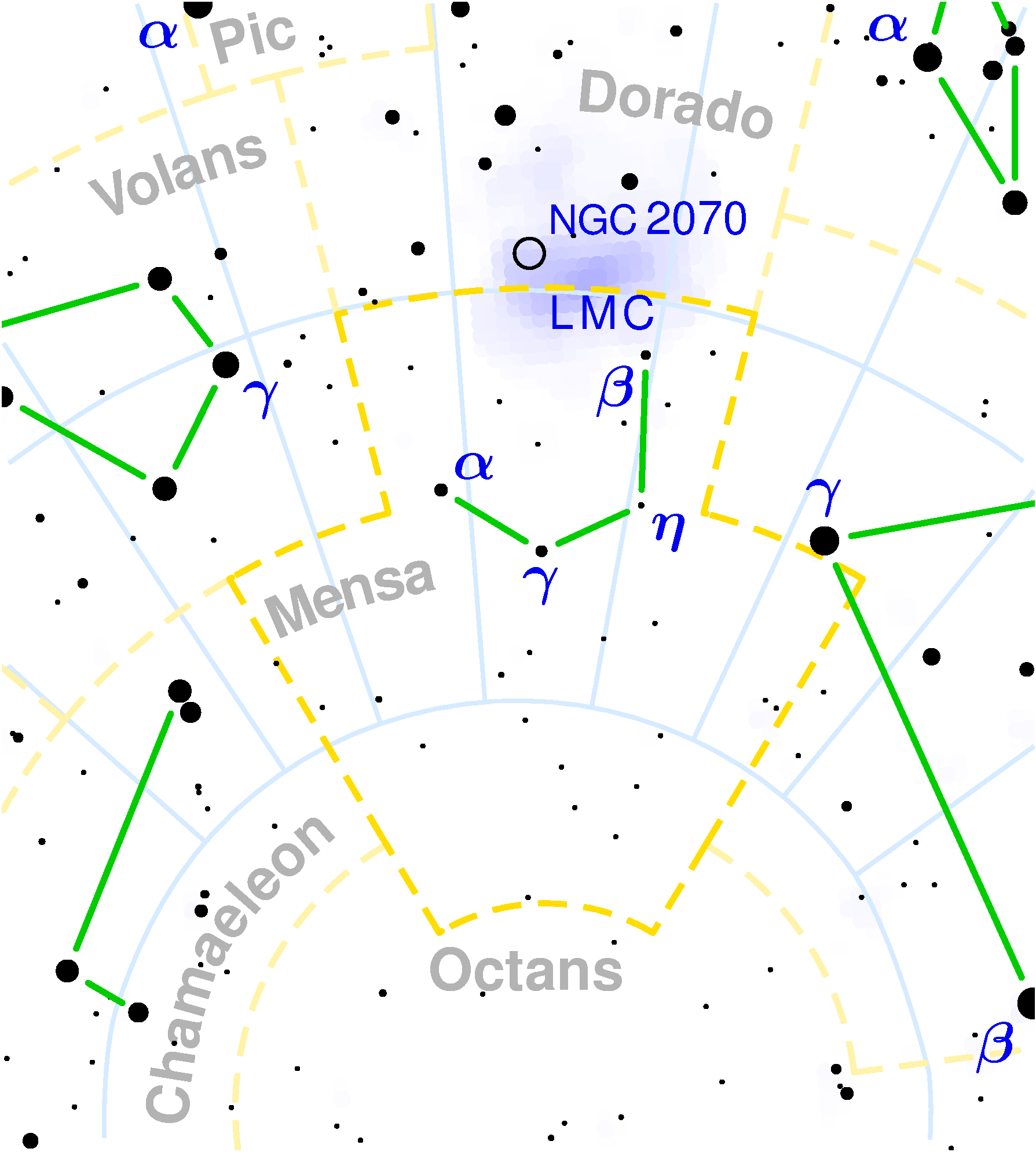
Localização da Grande Nuvem de Magalhães (LMC)

Como muitas galáxias irregulares, a Grande Nuvem de Magalhães é rica em gases e poeira, e nelas está sempre ocorrendo uma forte atividade de formação estelar. Como tal, essa é a "casa" da Nebulosa da tarântula, a mais ativa região de formação estelar no Grupo Local. A magnitude aparente da Grande Nuvem de Magalhães é de 0,9, ou seja, é visível a olho nu. A magnitude absoluta é de -17,36. Estima-se que possua um diâmetro de aproximadamente 14 000 anos-luz (aproximadamente 4,3 quiloparsecs).

### Localização
A Grande Nuvem de Magalhães é visível como um distinto objeto no céu noturno do hemisfério sul, abrindo seu contorno entre as constelações de Dorado e Mensa. A Grande Nuvem foi batizada por Fernão de Magalhães, quem observou-a e também a sua "vizinha" Pequena Nuvem de Magalhães em sua viagem ao redor da Terra, aproximadamente em 1519, que mais tarde a batizaram com o nome do navegador português, pois este nunca colocou um nome seu em nada aqui na terra ou no céu, ao contrário, ele sempre nomeava os acidentes geográficos ou celestes com nomes de seus oficiais mais dedicados. (Porem menções sobre isso ja haviam sido feitas por volta de 964 por 'Abd Al-Rahman Al Sufi em seu Livro das Estrelas Estabelecidas.) Magalhães batizou-a com esse nome devido a sua aparência no céu, semelhante a uma nuvem.

### Distância

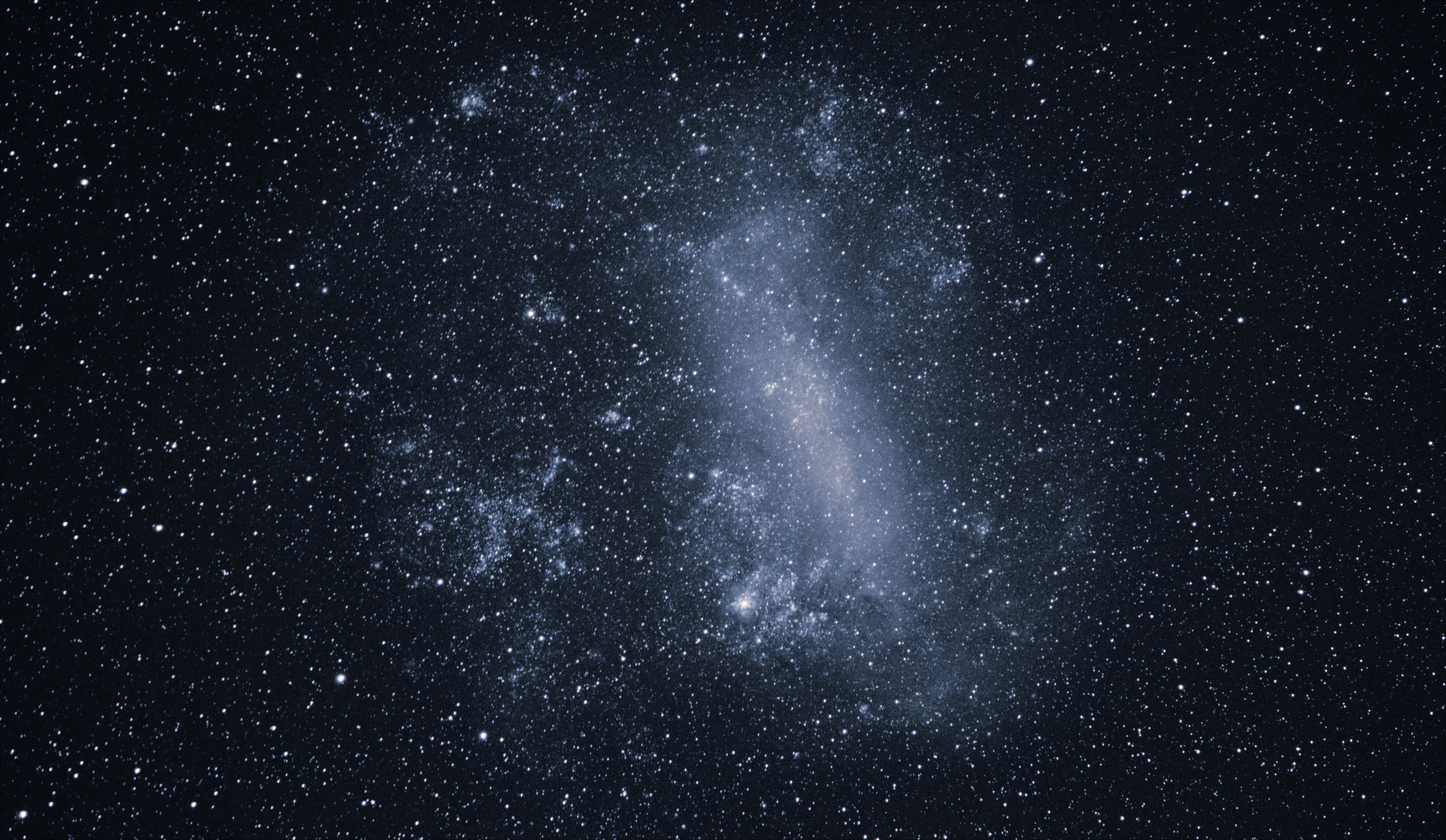
A Grande Nuvem de Magalhães, galáxia satélite da Via-Láctea.

A Grande Nuvem de Magalhães é uma das galáxias mais próximas da Via Láctea. Como ocorre com quase todas as galáxias, estabelecer uma distância exata da Grande Nuvem de Magalhães é um desafio, e esse cálculo mudou substancialmente durante os anos. Cálculos aperfeiçoados durante a década passada estabeleceram uma faixa de distância de 155 a 165 mil anos-luz ou 50 mil parsecs.

## Fonte de Pesquisas
A Grande Nuvem de Magalhães é cheia de uma larga faixa de objetos galácticos e fenômenos que fazem dela um alvo prioritário para estudar sua evolução química. Como esta galáxia tem uma história de formação estelar diferente da Via Láctea, as propriedades químicas de suas estrelas são também diferentes.
Mudanças na evolução de uma galáxia geram diferenças na composição química do gás que formou suas estrelas, resultando em estrelas que são diferentes das da Via Láctea em suas últimas fases evolutivas. Medir e entender tais diferenças químicas é importante para entender a física dos complexos processos na fase estelar Gigante Vermelha e em fases posteriores da evolução das estrelas.

## Galeria

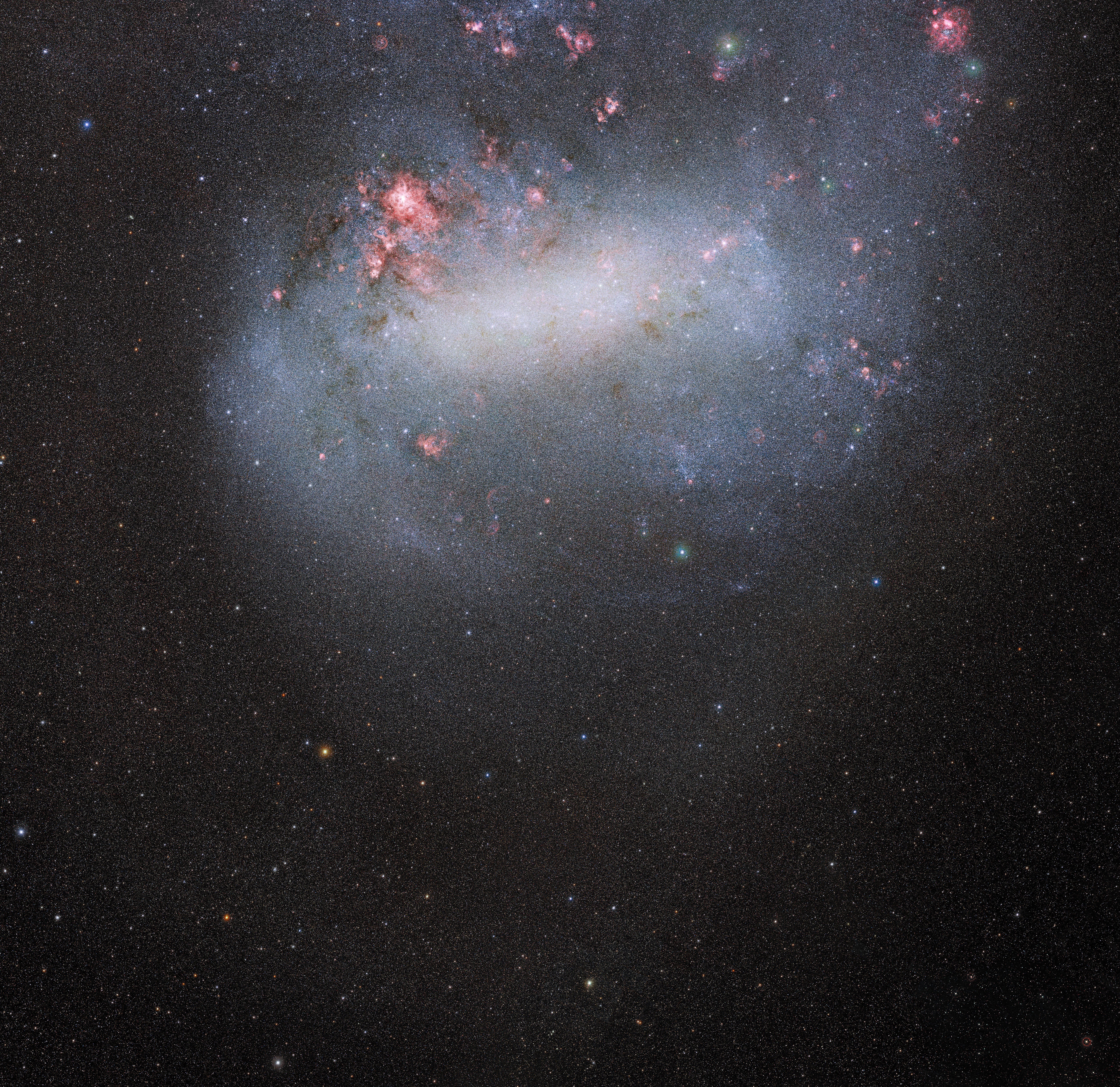
Parte do conjunto de dados SMASH mostrando uma visão grande angular da Grande Nuvem de Magalhães
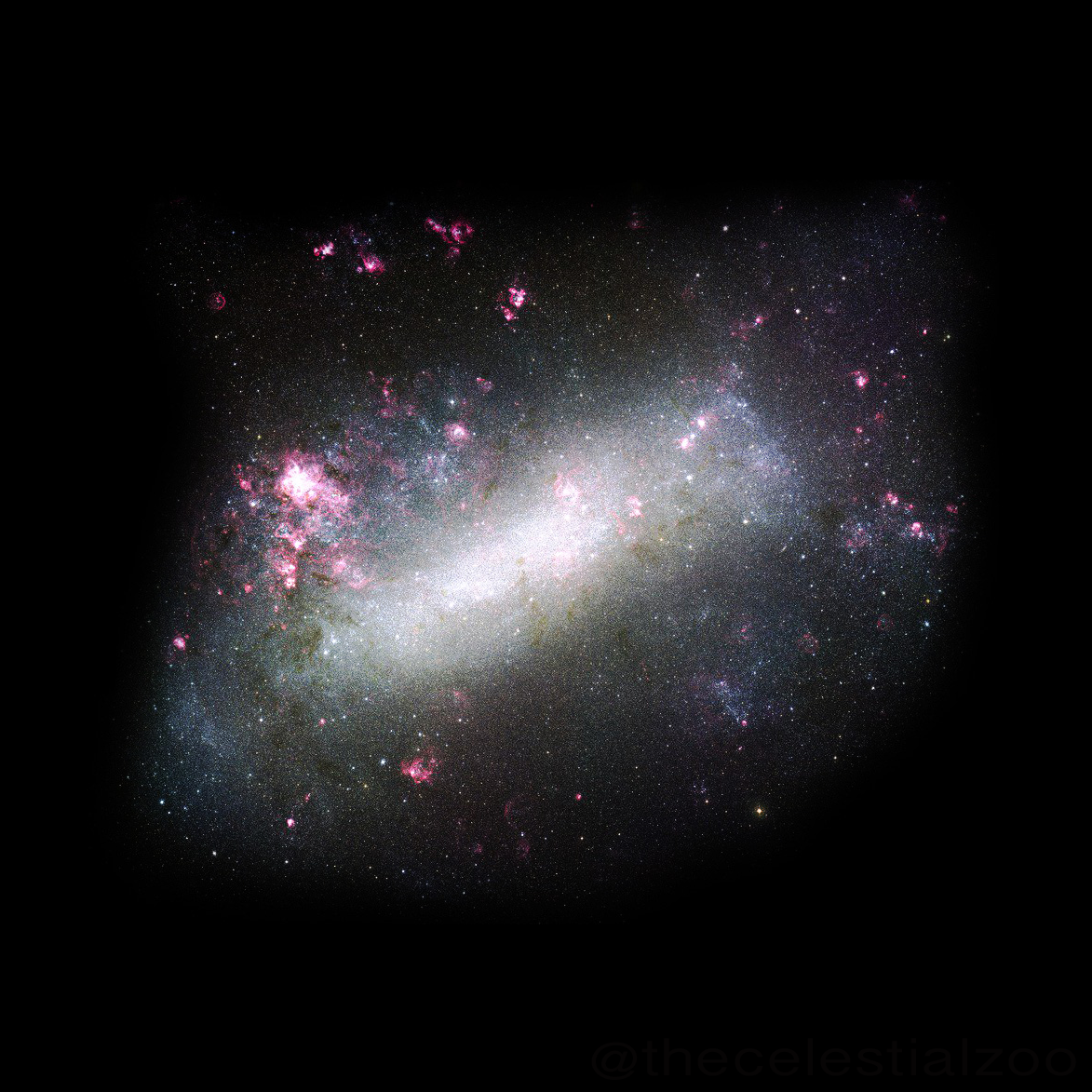
Grande Nuvem de Magalhães fotografada por astrônomo amador. Estrelas não relacionadas foram editadas
Grande Nuvem de Magalhães renderizada - Gaia EDR3
Grande Nuvem de Magalhães renderizada - Gaia EDR3 sem estrelas em primeiro plano